# Кено (футболіст)
Маркос да Сілва Франса (порт. Marcos da Silva França), більш відомий як Кено (порт. Keno, нар. 10 вересня 1989, Салвадор) — бразильський футболіст, нападник клубу «Флуміненсе».
Виступав, зокрема, за «Палмейрас» та «Атлетіко Мінейру», з якими ставав чемпіоном Бразилії, а також «Флуміненсе», у складі якого є володарем Кубка Лібертадорес.

## Ігрова кар'єра
Народився 10 вересня 1989 року в місті Салвадор. Вихованець футбольної школи клубу «Америка» (Пропрія). Дорослу футбольну кар'єру розпочав 2011 року в основній команді того ж клубу, з яким виступав у чемпіонаті штату Сержипі. У 2012 році він перейшов до клубу «Ботафогу» (Салвадор), з яким виступав у чемпіонаті штату Баїя.
У травні 2013 року Кено приєднався до клубу «Агія де Мараба», де забив сім голів у 20 іграх до кінця року. В результаті у грудні Кено перейшов у клуб Серії Б «Парана». Він зіграв лише 4 матчі за клуб у чемпіонаті перш ніж піти через невиплату зарплати і 14 червня 2014 року підписав контракт із іншим клубом другого дивізіону «Санта-Круз» (Ресіфі) до кінця року. Він завершив сезон з трьома голами в 25 матчах чемпіонату, а його команда посіла дев'яте місце.
16 грудня 2014 року Кено перейшов до мексиканського клубу «Атлас», за який дебютував 18 січня наступного року в домашньому матчі проти «Монаркас Морелії» (2:1). З цією командою Кено дебютував у Кубку Лібертадорес 18 лютого 2015 року, відігравши всі 90 хвилин у домашньому матчі проти «Індепендьєнте Санта-Фе» (0:1). Загалом бразилець зіграв за клуб у 14 матчах в усіх турнірах, але не забив жодного голу.
22 червня 2015 року Кено повернувся на батьківщину, підписавши контракт з клубом «Понте-Прета», за який 11 липня дебютував у Серії А, замінивши Феліпе Азеведо в домашньому матчі проти «Атлетіко Мінейро» (0:2). Всього Кено провів 12 матчів у чемпіонаті, усі — виходячи з лави запасних. А свій єдиний гол за клуб забив 22 липня 2015 року в домашньому матчі Кубка Бразилії проти «Корітіби» (2:1), при цьому він також був вилучений під час того матчу, а його команда програла в серії пенальті і покинула турнір.
30 грудня 2015 року Кено повернувся до свого колишнього клубу «Санта-Круз» (Ресіфі) і допоміг йому наступного року виграти чемпіонат штату Пернамбуку та Кубок Нордесте, забивши п'ять голів в другому турнірі. Після того 15 травня 2016 року Кено забив свій перший гол у вищому дивізіоні у домашньому матчі проти «Віторії» (4:1), відзначившись з пенальті; це також була перша гра «Санта-Круза» на вищому рівні після майже десяти років. Загалом він забив 10 голів у чемпіонаті в 34 іграх, але команда посіла передостаннє місце і вилетіла з Серії А.
Після цього наприкінці 2016 року Кено перейшов у «Палмейрас», де теж у першому сезоні 2017 року був основним гравцем, забивши 8 голів у 31 матчі Серії А, але у наступному розіграші втратив місце у основі. В результаті 25 червня 2018 року Кено погодився перейти до єгипетського «Пірамідса» за 37 мільйонів реалів (майже 10 мільйонів доларів США), ставши найдорожчим трансфером в історії єгипетського футболу. У цій команді бразилець виступав рік, після чого у сезоні 2019/20 виступав за еміратську «Аль-Джазіру».
18 червня 2020 року Кено підписав трирічний контракту з можливістю продовження на один рік з «Атлетіко Мінейру». У 2021 році виграв разом із командою чемпіонат штату Мінас-Жерайс, чемпіонат Бразилії та Кубок Бразилії. При цьому Кено був одним із лідерів команди, особливо у фінальній частині сезону, забивши у обох матчах фіналу кубка проти «Атлетіко Паранаенсе». Крім того його переможний гол в 23-му турі Серії А проти «Інтернасьйонала» ставши тисячним для клубу в історії чемпіонатів Бразилії. Загалом Кено провів у клубі три сезони, провівши 125 ігор і забивши 23 голи в усіх турнірах.
21 грудня 2022 року Кено приєднався до «Флуміненсе», уклавши дворічну угоду з можливістю продовження ще на один рік. Він дебютував у новій команді 14 січня 2023 року в грі Ліги Каріока проти «Резенде» (2:0) і швидко став основним гравцем, виділяючись, перш за все, результативними передачами, віддавши 13 передач у дебютному сезоні. При цьому 4 листопада 2023 року Кено асистував Херману Кано та Джону Кеннеді у фіналі Кубка Лібертадорес, допомігши своїй команді вперше в історії стати переможцем континентального турніру. Загалом за увесь розіграш він відзначився 5 результативними передачами в 10 іграх. Наступного місяця став з командою фіналістом клубного чемпіонату світу 2023 року.

## Статистика виступів

### Статистика клубних виступів
Станом на 11 листопада 2023 року.
| Сезон                         | Команда                       | Чемпіонат                     | Чемпіонат | Чемпіонат | Національний кубок | Національний кубок | Національний кубок | Континентальні кубки | Континентальні кубки | Континентальні кубки | Інші змагання | Інші змагання | Інші змагання | Усього | Усього | Усього |
| Сезон                         | Команда                       | Ліга                          | Ігор      | Голів     | Ліга               | Ігор               | Голів              | Ліга                 | Ігор                 | Голів                | Ліга          | Ігор          | Голів         | Ігор   | Голів  |        |
| ----------------------------- | ----------------------------- | ----------------------------- | --------- | --------- | ------------------ | ------------------ | ------------------ | -------------------- | -------------------- | -------------------- | ------------- | ------------- | ------------- | ------ | ------ | ------ |
| 2011                          | «Америка» (Пропрія)           | ЛС                            | 2         | 0         | КБ                 | 0                  | 0                  | -                    | -                    | -                    | -             | -             | -             | 2      | 0      |        |
| 2012                          | «Америка» (Пропрія)           | ЛС                            | 0         | 0         | КБ                 | 0                  | 0                  | -                    | -                    | -                    | -             | -             | -             | 0      | 0      |        |
| Усього за «Америку» (Пропрія) | Усього за «Америку» (Пропрія) | Усього за «Америку» (Пропрія) | 2         | 0         |                    | 0                  | 0                  |                      | -                    | -                    |               | -             | -             | 2      | 0      |        |
| січ.-трав. 2013               | «Ботафогу» (Салвадор)         | ЛБ                            | 15        | 4         | КБ                 | 0                  | 0                  | -                    | -                    | -                    | -             | -             | -             | 15     | 4      |        |
| 2013                          | «Агія де Мараба»              | ЛП+C (ІІІ)                    | 0+20      | 7         | КБ                 | 0                  | 0                  | -                    | -                    | -                    | -             | -             | -             | 20     | 7      |        |
| січ.-черв. 2014               | «Парана»                      | ЛП+Б (ІІ)                     | 5+4       | 1+0       | КБ                 | 3                  | 0                  | -                    | -                    | -                    | -             | -             | -             | 12     | 1      |        |
| 2014                          | «Санта-Круж»                  | ЛП+Б (ІІ)                     | 0+25      | 3         | КБ                 | 0                  | 0                  | -                    | -                    | -                    | -             | -             | -             | 25     | 3      |        |
| січ.-черв. 2015               | «Атлас»                       | ПД                            | 9         | 0         | КМ                 | 0                  | 0                  | КЛ                   | 5                    | 0                    | -             | -             | -             | 14     | 0      |        |
| 2015                          | «Понте-Прета»                 | ЛП+A                          | 0+12      | 0         | КБ                 | 1                  | 1                  | ПаК                  | 2                    | 0                    | -             | -             | -             | 15     | 1      |        |
| 2016                          | «Санта-Круз» (Ресіфі)         | ЛП+A                          | 11+34     | 2+10      | КБ                 | 2                  | 1                  | ПаК                  | 3                    | 0                    | КН            | 11            | 5             | 61     | 18     |        |
| 2017                          | «Палмейрас»                   | ЛП+A                          | 12+31     | 1+8       | КБ                 | 3                  | 1                  | КЛ                   | 7                    | 1                    | -             | -             | -             | 53     | 11     |        |
| січ.-черв. 2018               | «Палмейрас»                   | ЛП+A                          | 16+9      | 4+1       | КБ                 | 2                  | 1                  | КЛ                   | 3                    | 2                    | -             | -             | -             | 30     | 8      |        |
| Усього за «Палмейрас»         | Усього за «Палмейрас»         | Усього за «Палмейрас»         | 28+40     | 5+9       |                    | 5                  | 2                  |                      | 10                   | 3                    |               | -             | -             | 83     | 19     |        |
| 2018–19                       | «Пірамідс»                    | ПЛ                            | 32        | 8         | КЄ                 | 1                  | 2                  | -                    | -                    | -                    | -             | -             | -             | 33     | 10     |        |
| 2019–20                       | «Аль-Джазіра»                 | ПЛ                            | 12        | 2         | КЕ+КЛ              | 0+4                | 1                  | -                    | -                    | -                    | -             | -             | -             | 16     | 3      |        |
| 2020                          | «Атлетіко Мінейру»            | ЛМ+A                          | 5+33      | 1+10      | КБ                 | 0                  | 0                  | -                    | -                    | -                    | -             | -             | -             | 38     | 11     |        |
| 2021                          | «Атлетіко Мінейру»            | ЛМ+A                          | 7+24      | 1+5       | КБ                 | 6                  | 2                  | КЛ                   | 7                    | 1                    | -             | -             | -             | 44     | 9      |        |
| 2022                          | «Атлетіко Мінейру»            | ЛМ+A                          | 8+29      | 1+4       | КБ                 | 2                  | 0                  | КЛ                   | 3                    | 0                    | СБ            | 1             | 0             | 43     | 5      |        |
| Усього за «Атлетіко Мінейру»  | Усього за «Атлетіко Мінейру»  | Усього за «Атлетіко Мінейру»  | 20+86     | 3+19      |                    | 8                  | 2                  |                      | 10                   | 1                    |               | 1             | 0             | 125    | 25     |        |
| 2023                          | «Флуміненсе»                  | ЛК+A                          | 15+21     | 1+2       | КБ                 | 2                  | 2                  | КЛ                   | 10                   | 0                    | -             | -             | -             | 48     | 5      |        |
| Усього за кар'єру             | Усього за кар'єру             | Усього за кар'єру             | 391       | 76        |                    | 26                 | 11                 |                      | 40                   | 4                    |               | 12            | 5             | 469    | 96     |        |

## Титули і досягнення
«Санта-Круз»
- Володар Кубка Нордесте: 2016
- Чемпіон штату Пернамбуку: 2016

«Палмейрас»
- Чемпіон Бразилії: 2018

«Атлетіко Мінейру»
- Чемпіон Бразилії: 2021
- Володар Кубка Бразилії: 2021
- Чемпіон штату Мінас-Жерайс: 2020, 2021, 2022
- Володар Суперкубка Бразилії: 2022

«Флуміненсе»
- Володар Кубка Гуанабара: 2023
- Чемпіон штату Ріо-де-Жанейро: 2023
- Володар Кубка Лібертадорес: 2023
- Переможець Рекопи Південної Америки: 2024